# 's-Gravenweg 168, Kralingen
's-Gravenweg 168, situado en  en el barrio de Kralingen, Róterdam, es un casa denominada 's-Gravenhof de estilos Luis XV y Luis XVI, construida en 1850 y clasificada como un Rijksmonument (Monumento Nacional de los País Bajos), con el número 32911.

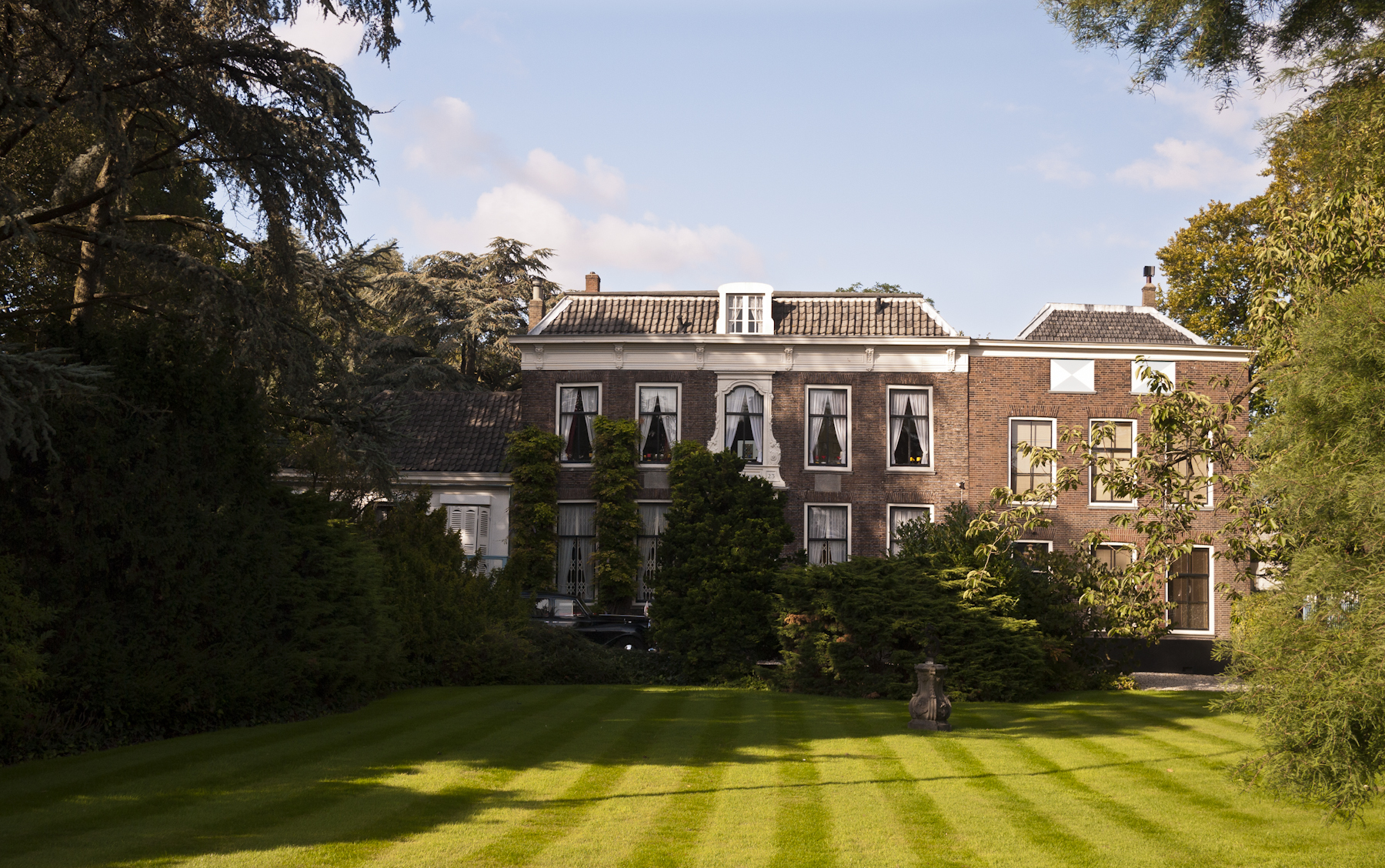
's-Gravenweg 168, Kralingen